# رام کردن مرد وحشی
رام کردن مرد وحشی فیلمی به کارگردانی و نویسندگی کمال دانش محصول سال ۱۳۴۹ است.

## خلاصه داستان
مردی جنگلی که خشونتش زبانزد اهالی منطقه است، مورد علاقهٔ دختری است که پدرش در آن اطراف میکده‌ای دارد..

## بازیگران
- فروزان
- امامعلی حبیبی
- هایک
- فیروز
- ثریا بهشتی
- رستم خانی
- رضا بانکی
- حبیب‌اله بلور
- عباس ناظری نیک
- حسین پور
- یدالله محمدی‌نژاد